# Western Collegiate Hockey Association

Mapa WCHA

Western Collegiate Hockey Association je vysokoškolská konference, která provozuje ligu na velkém území středozápadu a západu USA. Je částí divize National Collegiate Athletic Association (NCAA) jako výhradně hokejová konference.
Liga byla založena v roce 1951 s názvem Midwest Collegiate Hockey League (MCHL), poté byla od roku 1958 známa jako Western Intercollegiate Hockey League (WIHL) a od roku 1959 se jmenuje Western Collegiate Hockey Association. Členské týmy WCHA vyhrály rekordních 36 mužských titulů NCAA. Posledními byly v roce 2006 Wisconsin Badgers z Milwaukee. Členové WCHA se také dostali 28× do finále NCAA.
Ženské týmy WCHA vyhrály všech deset titulů žen v NCAA, která jsou udílena od roku 2001.
Vítězný tým mužské WCHA získá na konci sezony MacNaughton Cup, zatímco mistr ligového turnaje WCHA Final Five vyhraje Broadmoor Trophy.

## Členové
WCHA má celkově 13 členských škol. Mužská divize má 12 členů a ženská 8.
| Organizace                            | Místo                               | Založena | Rok vstupu               | Zřizovatel | Zapsaných studentů | Přezdívka      | Člen v mužích | Člen v ženách | Mužské tituly NCAA | Ženské tituly NCAA | Primární konference    |
| ------------------------------------- | ----------------------------------- | -------- | ------------------------ | ---------- | ------------------ | -------------- | ------------- | ------------- | ------------------ | ------------------ | ---------------------- |
| University of Alaska Anchorage        | Anchorage, Aljaška                  | 1977     | 1993                     | Stát       | 16242              | Seawolves      | Ano           | Ne            | 0                  | N/Č                | Great Northwest (D-II) |
| Bemidji State University              | Bemidji, Minnesota                  | 1919     | 1999 (ženy), 2010 (muži) | Stát       | 4800               | Beavers        | Ano           | Ano           | 0                  | 0                  | Northern Sun (D-II)    |
| Colorado College                      | Colorado Springs, Colorado          | 1874     | 1951                     | Soukromník | 1950               | Tigers         | Ano           | Ne            | 2                  | N/Č                | SCAC (D-III)           |
| University of Denver                  | Denver, Colorado                    | 1864     | 1951                     | Soukromník | 11117              | Pioneers       | Ano           | Ne            | 7                  | N/Č                | Sun Belt               |
| Michigan Technological University     | Houghton, Michigan                  | 1885     | 1951 (CCHA, 1981–84)     | Stát       | 7014               | Huskies        | Ano           | Ne            | 3                  | N/Č                | GLIAC (D-II)           |
| University of Minnesota (Twin Cities) | Minneapolis a Saint Paul, Minnesota | 1851     | 1951                     | Stát       | 51194              | Golden Gophers | Ano           | Ano           | 5                  | 2                  | Big Ten                |
| University of Minnesota Duluth        | Duluth, Minnesota                   | 1947     | 1966                     | Stát       | 10500              | Bulldogs       | Ano           | Ano           | 0                  | 5                  | Northern Sun (D-II)    |
| Minnesota State University (Mankato)  | Mankato, Minnesota                  | 1867     | 1999                     | Stát       | 16800              | Mavericks      | Ano           | Ano           | 0                  | 0                  | Northern Sun (D-II)    |
| University of Nebraska-Omaha          | Omaha, Nebraska                     | 1908     | 2010                     | Stát       | 14903              | Mavericks      | Ano           | Ne            | 0                  | N/Č                | Mid-America (D-II)     |
| University of North Dakota            | Grand Forks, Severní Dakota         | 1883     | 1951                     | Stát       | 13000              | Fighting Sioux | Ano           | Ano           | 7                  | 0                  | Great West             |
| Ohijská státní univerzita             | Columbus, Ohio                      | 1870     | 1999                     | Stát       | 51818              | Buckeyes       | Ne            | Ano           | Hraje v CCHA       | 0                  | Big Ten                |
| St. Cloud State University            | St. Cloud, Minnesota                | 1869     | 1990                     | Stát       | 17073              | Huskies        | Ano           | Ano           | 0                  | 0                  | Northern Sun (D-II)    |
| University of Wisconsin–Madison       | Madison, Wisconsin                  | 1848     | 1969                     | Stát       | 41169              | Badgers        | Ano           | Ano           | 6                  | 3                  | Big Ten                |

Severní Dakota vyhrála titul NCAA v roce 1959 jako nezávislý tým na jakékoliv konferenci.

### Bývalí členové
| Organizace                   | Místo                  | Založena | Rok vstupu | Zřizovatel | Zapsaných studentů | Přezdívka      | Týmy | Mužské tituly NCAA |
| ---------------------------- | ---------------------- | -------- | ---------- | ---------- | ------------------ | -------------- | ---- | ------------------ |
| University of Michigan       | Ann Arbor, Michigan    | 1817     | 1951–1981  | Stát       | 40025              | Wolverines     | Muži | 9 (5)†             |
| Michigan State University    | East Lansing, Michigan | 1855     | 1951–1981  | Stát       | 45166              | Spartans       | Muži | 3 (1)†             |
| Northern Michigan University | Marquette, Michigan    | 1899     | 1984–1997  | Stát       | 9000               | Wildcats       | Muži | 1 (1)†             |
| University of Notre Dame     | South Bend, Indiana    | 1842     | 1971–1981  | Soukromník | 10,311             | Fighting Irish | Muži | 0 (0)†             |

- Všichni bývalí členové jsou nyní členy CCHA.[5]

† Počet titulů NCAA během členství ve WCHA.

## Stadióny konference
| Škola                      | Stadión                                                 | Kapacita   |
| -------------------------- | ------------------------------------------------------- | ---------- |
| Alaska-Anchorage Seawolves | Sullivan Arena                                          | 6406       |
| Bemidji State Beavers      | Bemidji Regional Events Center                          | 4000       |
| Colorado College Tigers    | World Arena                                             | 7343       |
| Denver Pioneers            | Magness Arena                                           | 6026       |
| Michigan Tech Huskies      | John MacInnes Ice Arena                                 | 4200       |
| Minnesota Golden Gophers   | Mariucci Arena (muži) Ridder Arena (ženy)               | 10000 3400 |
| Minnesota-Duluth Bulldogs  | Duluth Entertainment Convention Center (DECC)           | 5333       |
| Minnesota State Mavericks  | Verizon Wireless Center (muži) All Seasons Arena (ženy) | 4832 1000  |
| Nebraska-Omaha Mavericks   | Qwest Center Omaha                                      | 16500      |
| North Dakota Fighing Sioux | Ralph Engelstad Arena                                   | 11640      |
| Ohio State Buckeyes        | OSU Ice Rink                                            | 1400       |
| St. Cloud State Huskies    | National Hockey Center                                  | 5763       |
| Wisconsin Badgers          | Kohl Center                                             | 15237      |